# Anschlussrevision
Eine Anschlussrevision bezeichnet eine spezifische prozessuale Situation beim Rechtsmittel der Revision. Sie liegt vor, wenn in einem Gerichtsprozess eine Revision bereits eingelegt wurde und der Gegner sich mit einem Antrag anschließt, die angefochtene Entscheidung zu seinem Gunsten zu ändern. Sie verläuft analog zur Anschlussberufung; vgl. § 554 ZPO.